# Nesheim Station
Nesheim Station (Nesheim stasjon) var en jernbanestation på Hardangerbanen, der lå ved den nordlige ende af indsøen Granvinsvatnet i Granvin kommune i Norge.
Stationen åbnede 1. april 1935, da banen blev taget i brug. Den blev nedgraderet til holdeplads i 1950 og til trinbræt 1. august 1958. Persontrafikken på banen blev indstillet 2. juni 1985, og 1. marts 1988 blev den nedlagt.
Stationsbygningen blev opført i 1935 efter tegninger af NSB Arkitektkontor.